# Râul Lisnău
Râul Lisnău este un curs de apă, afluent al Râului Negru. 